# NGC 1521
NGC 1521 è una galassia ellittica molto vasta, situata nella costellazione dell'Eridano, a una distanza di circa 200 milioni di anni luce dalla nostra Via Lattea.

## Scoperta
La galassia è stata scoperta il 21 novembre 1835 dall'astronomo britannico John Herschel.

## Descrizione
Il database SIMBAD la classifica come galassia LINER, cioè una galassia il cui nucleo presenta uno spettro di emissione caratterizzato da larghe righe di atomi debolmente ionizzati.